# Franzosen-Kaiserfisch
Der Franzosen-Kaiserfisch (Pomacanthus paru) ist eine Art der Gattung Pomacanthus aus der Familie der Kaiserfische (Pomacanthidae). Er ist ein naher Verwandter des Grauen Kaiserfisches (Pomacanthus arcuatus).

## Erscheinungsbild
Franzosen-Kaiserfische werden bis zu 38 Zentimeter lang. Ihre Körpergrundfarbe ist dunkel, schiefergrau, mit gelben Rändern an den Schuppen. Die Kehlregion ist einfarbig dunkelgrau. Die Schnauze ist weiß. Rücken- und Afterflosse haben eine fadenartige Verlängerung.
Junge Franzosen-Kaiserfische sind schwarz mit fünf senkrechten gelben Streifen am Körper.

## Verbreitung
Er lebt im tropischen und subtropischen Atlantik, von der Küste Brasiliens bis nach Florida, bei den Bermudas und in der südlichen Karibik. Außerdem lebt er im östlichen Atlantik, an der Küste Westafrikas. Franzosen-Kaiserfische haben große Reviere von über 1000 m², in denen sie paarweise oder einzeln leben.

## Ernährung
Franzosen-Kaiserfische ernähren sich von Schwämmen, Seescheiden, Moostierchen, Hydrozoen, Gorgonien, Fischlaich, Seegras und Algen.

## Aquarienhaltung
Franzosen-Kaiserfische werden gelegentlich zur Haltung in Meerwasseraquarien importiert. Verantwortliche Liebhaber sollten vom Kauf absehen, da man Tieren dieser Größe keinen angemessenen Lebensraum bieten kann.

## Besonderheiten
Der Franzosen-Kaiserfisch wird in manchen Ländern, vor allem in den Tropen, als Speisefisch gegessen.